# Monaco op de Olympische Zomerspelen 1976
Monaco nam deel aan de Olympische Zomerspelen 1976 in Montréal, Canada. Ook de elfde olympische deelname bleef zonder medailles.

## Deelnemers en resultaten
(m) = mannen

### Schietsport
| Olympiër       | Discipline         | Resultaat | Prestatie                        |
| -------------- | ------------------ | --------- | -------------------------------- |
| Joe Barral     | 50m geweer liggend | 60e       | 582 punten: (97-100-96-97-98-94) |
| Pierre Boisson | 50m geweer liggend | 64e       | 581 punten: (93-99-97-100-96-96) |
| Paul Cerutti   | trap               | DSQ       | 129 punten                       |
| Marcel Rué     | trap               | 42e       | 141 punten                       |

### Zeilen
| Olympiër                                        | Discipline | Resultaat | Prestatie                           |
| ----------------------------------------------- | ---------- | --------- | ----------------------------------- |
| Gérard Battaglia Jean-Pierre Borro Claude Rossi | soling     | 23e       | 582 punten: (23-23-23-18-18-DSQ-23) |

### Zwemmen
| Olympiër          | Discipline          | Resultaat | Prestatie                  |
| ----------------- | ------------------- | --------- | -------------------------- |
| Patrick Novaretti | 200m vrije slag (m) | 54e       | serie 7: 8ste in 2.04,29   |
| Patrick Novaretti | 400m vrije slag (m) | 45e       | serie 7: 8ste in 4.20,62   |
| Patrick Novaretti | 400m wisselslag (m) | DSQ       | serie 1: gediskwalificeerd |

Amerikaanse Maagdeneilanden · Andorra · Antigua en Barbuda · Argentinië · Australië · Bahama's · Barbados · België · Belize · Bermuda · Bolivia · Bondsrepubliek Duitsland · Brazilië · Bulgarije · Canada · Chili · Colombia · Costa Rica · Cuba · Denemarken · Dominicaanse Republiek · Duitse Democratische Republiek · Ecuador · Egypte · Fiji · Filipijnen · Finland · Frankrijk · Griekenland · Groot-Brittannië · Guatemala · Haïti · Honduras · Hongarije · Hongkong · Ierland · IJsland · India · Indonesië · Iran · Israël · Italië · Ivoorkust · Jamaica · Japan · Joegoslavië · Kaaimaneilanden · Kameroen · Koeweit · Libanon · Liechtenstein · Luxemburg · Maleisië · Marokko · Mexico · Monaco · Mongolië · Nederland · Nederlandse Antillen · Nepal · Nicaragua · Nieuw-Zeeland · Noord-Korea · Noorwegen · Oostenrijk · Pakistan · Panama · Papoea-Nieuw-Guinea · Paraguay · Peru · Polen · Portugal · Puerto Rico · Roemenië · San Marino · Saoedi-Arabië · Senegal · Singapore · Sovjet-Unie · Spanje · Suriname · Thailand · Trinidad en Tobago · Tsjecho-Slowakije · Tunesië · Turkije · Uruguay · Venezuela · Verenigde Staten · Zuid-Korea · Zweden · Zwitserland